# Rio Búzi
Le rio Buzi, anciennement rio Sofala, est un fleuve du Mozambique situé dans la province de Sofala. Il prend sa source au Zimbabwé, arrose de riches vallées pour l'agriculture et l'élevage du bétail, traverse la province de Manica et s'écoule après Beira.

## Source
- (pt) Cet article est partiellement ou en totalité issu de l’article de Wikipédia en portugais intitulé « Rio Búzi » (voir la liste des auteurs).